# Battle.net
Battle.net er en multiplayerserver for Blizzard Entertainment som tillader dig at spille online med WarCraft 2 Battle.net edition og 3 og Diablo 1 og 2. Det er også muligt at spille World of Warcraft og StarCraft.